# Empidonax minimus
Empidonax minimus là một loài chim trong họ Tyrannidae.